# بوسیت
بوسیت (به فرانسوی: Bosset) یک کمون در فرانسه است که در Canton of Force واقع شده‌است.

## خصوصیات
بوسیت ۱۴٫۵۲ کیلومترمربع مساحت و ۲۰۲ نفر جمعیت دارد و ۱۳۰ متر بالاتر از سطح دریا واقع شده‌است.